# 大阪大学生活協同組合
大阪大学生活協同組合（おおさかだいがくせいかつきょうどうくみあい）は、大阪大学の大学生協。通称は「阪大生協（はんだいせいきょう）」。
大学自体の規模が大きい上（大阪外国語大学との合併後、入学定員が国立大学で最大）、キャンパスが広大で、更に吹田・箕面キャンパスの周囲には店が少ないこともあり、生協の店舗が多いことに加え、サービスも多岐に渡り、全国でも有数の大学生協である。そのため組合員は、阪大生協で大概の用を足すことができる（組合員ではなくても、一部を除き、店舗・サービスの利用は可能）。
なお、大学本部が吹田キャンパス内にあるのに対して、生協の本部は豊中キャンパス内にある。
全国大学生活協同組合連合会(全国大学生協連)に加盟。

## 組織と主なサービス内容

### 食堂部
食堂の運営を行う。食堂の詳細については後述。
また、昼休みには、「ホッかる弁当」と称する弁当の販売なども行っている。
※2014年4月より廃止

### 購買部
文具、雑貨、食品、阪大オリジナルグッズ、電化製品、パソコンなどの販売、取り寄せ、修理など。DPE、名刺作成、コピーなどのサービスも取り扱う。購買店舗は豊中・吹田・箕面合わせて全7店舗。
箕面店では阪大オリジナルグッズとは別に、阪大外国語学部オリジナルグッズも扱っており、阪大の学章ではなく旧大阪外国語大学の学章と同一の阪大外国語学部のシンボルマークがあしらわれている。

### 書籍・サービス部
- 書籍（教科書）・雑誌の販売、注文等を行う。取り扱い店舗は、豊中店、工学部店、医学部店、歯学部店、本部前店の5店舗。店舗によって専門書の品揃えに特徴がある。書籍専用プリペイドカードを利用すると、10％割引で購入できる。通常は7％割引。割引を受けるには、購入時に組合員証の提示が必要。
- 旅行サービスを幅広く取り扱う。JR切符、海外旅行、航空券、旅行プラン、出張プラン、旅行損害保険、ホテル予約などの取り扱いを行う。
- 各種チケット販売。美術館、映画、宝塚歌劇団、ガンバ大阪や阪神タイガースの観戦チケット、阪急バス・近鉄バスのカードなど。
- 各種資格と資格講座の申し込み。司法・公務員・語学・税理士・簿記・公認会計士等の各試験など。
- 各種保険・学生総合共済・学生賠償責任保険などの加入手続き。
- 自動車教習所の紹介・申し込み。
- 賃貸住宅（マンション・アパート）の運営・仲介（マイルーム紹介、お部屋探し）。

### 事業企画室
様々なサービスの企画と運営を行う。
- 印刷や製本。
- 同窓会運営関連。名簿や会報等の制作。
- 研究室関連。
- キャリアサポート。各種イベント。サービス部のサービスの企画等。
- 受験生サポート。受験生相談、受験宿泊施設、マイルーム予約など。
- 新入生サポート。新入生のために様々なイベントやサービスを実施。毎年新入生向けにアルバム制作も行っている。

### 学生委員会（GI）
学生が所属し、生協の運営を助けたり、企画をしたりする。サークルの一種。
部局制で、受験生・新入生向けに活動する新学期班と総代会に向けて活動する総代班にわかれて活動する。また、以下の5局に分かれて活動も行う。
- てんぽ♪局

学内の食堂や購買店舗でSummerFestivalなどの企画を行う。
- 広報局

生協の機関紙・フリーペーパー「HandaiWalker（阪大ウォーカー）」の編集・発行を行う。毎月3000部発行。
- 環境局

大学祭で環境活動を行う。
新入生に卒業生などから集めた家電などを再使用してもらう「リユースマーケット」も行う。
- たぬろー局

共済の啓発活動を行う。
「たぬろー」は、大学生協の学生総合共済のキャラクター名。
- 学生交流局

脱出ゲームなどの交流イベントを企画する。

## 事務所・店舗

### 本部
豊中キャンパス内の豊中福利会館(旧厚生センター)4階に本部事務所（経数管理部）がある。
住所は、豊中市待兼山町1番9号

### 豊中地区（店舗）
- 豊中店

本部と同じ、豊中福利会館にある。
1階は売店。コンビニのような食品類に加えて、パソコンや文具、雑貨、授業必需品、阪大グッズなども扱う。三井住友銀行のATMが設置されている。
2階は書店。専門書も多い。旅行サービス及び共済カウンターもある。
3階はカフェテリア食堂で通称「3階食堂」。パンの工房もある。
4階は、生協本部事務室とバイキング食堂、通称「4階食堂」。
- 図書館下店

附属図書館本館の下（1階。半地下）に位置する。
図書館下食堂がある。
コンビニ風の売店があり、各種食品（弁当、飲料、菓子、パンなど）や文具等を取り扱っている。
- DonDon店

プレハブの建物に
1階には、「どんぶり」と「うどん（そば）」がメインのDonDon食堂と、食品を扱う売店がある。
2階は、学生が使える談話室と、マイルーム紹介を行うカウンターがある。

### 吹田地区（店舗）
- 工学部店

吹田工学部福利会館（センテラス）に位置する。
1階には、購買店舗、ファミール、DonDon、2階には旅行サービス店舗、書籍店舗、研究室サポートセンターがある。
書籍店舗の取扱品目は、専門書（理工書・語学書・洋書）、一般書、一般雑誌、文庫、新書、旅行書、CD、DVDなど。
- 歯学部店

歯学部の中に位置する。
文具や雑貨、食品等を扱う売店あり。
書籍店舗があり、一般書や雑誌の他、歯学関連の専門書が充実している。
歯学部食堂がある。
- 大学本部前店

大学本部・本部前バスターミナルの近くの吹田本部前福利会館にある。
食堂（喫茶キッチンひだまり）、書籍、購買店舗、旅行カウンターなどがある。
- 医学部店

医学部内に位置する。
購買店舗、書籍店舗があり、医学関連の専門書（医学書・看護書・薬学書・洋書・人文書・雑誌）が充実している。

### 箕面地区（店舗）
- 箕面店

箕面新キャンパスの外国学研究講義棟3階にある。
- シャンティ（購買部、書籍や旅行サービスも扱っている。書籍は外国語関係や海外留学に関係する書籍、海外旅行に関係する書籍が特に充実している。）
- シェリー（食品を主に扱うコンビニエンスストア。文房具も僅かであるが扱っている。）

## 食堂
食堂部がキャンパス内で食堂の運営を行っている。しばしば、「マグロの解体」や「アイスフェア」などといったイベントが企画される。
豊中地区（豊中キャンパス内）
- 図書館下食堂：通称「かんした」。豊中キャンパスで最も大きい学食。2009年に定食方式からカフェテリア方式に改装された。
- 3階食堂：豊中福利会館（生協本部）3階。カフェテリア形式。通称「3食（さんしょく）」。
- 4階食堂：バイキング形式。豊中福利会館4階。通称「4食（よんしょく）」。
- カフェ　カルチエ：教育研究棟Iの1階にある。喫茶メニューが主だが、サンドイッチやパンなどの軽食もある。
- ミュージアムカフェ　坂：大阪大学総合学術博物館の1階にある本格的なカフェ。昼時間帯のみランチを出す。
- カフェテリアかさね：2018年4月3日、カフェレストラン「宙（そら）」から営業を引き継ぎ、プレオープンした。大規模改修を行い、2020年2月にオープンした。[4][5]

吹田地区（吹田キャンパス内）
- 工学部学生食堂ファミール：吹田工学部福利会館1階。カフェテリア形式。大阪大学で最も大きい学食。
- 吹田DonDon食堂

ファミールの手前に位置する。豊中キャンパスのDonDonと同様に、丼やうどんを提供する。
- 喫茶キッチンひだまり：阪大本部前バス停留所横の吹田本部前福利会館1階。軽食が中心。
- Kitchen BISYOKU：微生物病研究所内。
- 薬学部食堂：薬学部棟横。
- カフェテリア匠：大学本部横。カフェテリア形式。
  - レストランアペティ：工学部福利厚生棟1階にあったが、2009年2月13日をもって閉店。

箕面地区（箕面旧キャンパス内）
```
※ 箕面旧キャンパスは箕面船場地区への全面移転により2021年3月をもって廃止。
```

- レインボー：箕面福利会館会館1階にあるカフェテリア形式の食堂。なお、現在箕面キャンパスには1ヶ所しか食堂がなく、周辺隣接地にも食堂や売店がない。
  - サティア：箕面福利会館会館2階にあり、2013年4月末までは喫茶・軽食堂が営業していたが、閉店し現在はフリースペース。
  - 留学生会館食堂「キュート」は箕面留学生会館1号館1階の中にあった。留学生でなくても使用できた。箕面キャンパスの食堂で唯一、土曜日も昼間だけであるが営業していたが、2009年3月に閉店した。

なお、阪大のキャンパス内には、生協の運営でない食堂・レストランが多数存在する。
- 豊中地区
  - カフェテリア「らふぉれ」（学校福祉協会）
  - 待兼山会館　とんかつ＆カレー専門店「LIBRE（リブレ）」（不二家商事）。
- 吹田地区：大阪大学医学部附属病院内などの各種施設内に多数。
  - 吹田本部前福利会館2階食堂「鯨屋」
  - 職員会館「さわらび」
  - 工学部GSEコモン・イースト棟15階・千里阪急ホテル直営レストラン「ラ・シェーナ」
  - 銀杏会館内リーガロイヤルホテル直営「レストラン ミネルバ」
  - 医学部附属病院14階リーガロイヤルホテル直営「スカイレストラン」
    - 以前は吹田キャンパスの工学部の食堂は民間の「大塚食堂」が運営していたが、倒産し、生協の運営に移った。
- 箕面キャンパスには生協食堂しか存在しない。

## 歴史・沿革

### 外大生協との合併
大阪大学と大阪外国語大学が統合するに伴い、両大学の生協合併の必要性も出てきた。2生協の代表は、2007年6月14日に合併契約書を締結。同年11月17日に「生協合併のための総会」を実施し合併が承認され、2008年3月1日に合併した。